# The Genesis
„The Genesis“ е албум на китариста Ингви Малмстийн, издаден през 2002 г. Албумът съдържа ранни записи на китариста (от времето, когато Ингви е бил на 17) и много от тях са били преработвани в композиции в други албуми на Малмстийн. Това е официалната версия на албума, издаден от Марсел Якоб „Birth of the sun“.

## Състав
- Ингви Малмстийн – китари, бас
- Марсел Якоб – бас
- Зеп Ургард – барабани

|  | Тази страница частично или изцяло представлява превод на страницата The Genesis в Уикипедия на английски. Оригиналният текст, както и този превод, са защитени от Лиценза „Криейтив Комънс – Признание – Споделяне на споделеното“, а за съдържание, създадено преди юни 2009 година – от Лиценза за свободна документация на ГНУ. Прегледайте историята на редакциите на оригиналната страница, както и на преводната страница, за да видите списъка на съавторите. ВАЖНО: Този шаблон се отнася единствено до авторските права върху съдържанието на статията. Добавянето му не отменя изискването да се посочват конкретни източници на твърденията, които да бъдат благонадеждни. |